# Raimundo Villaflor
Raimundo Aníbal Villaflor (Valentín Alsina, Buenos Aires; 30 de marzo de 1934-ESMA, Buenos Aires; 8 de agosto de 1979) fue un trabajador metalúrgico, sindicalista, político y militante argentino de la Resistencia Peronista. A mediados de la década de 1960 militó en la Unión Obrera Metalúrgica en el sector opuesto a Augusto Timoteo Vandor y luego se acercó a la agrupación Acción Revolucionaria Peronista (ARP) orientada por John William Cooke y Alicia Eguren, en cuya representación viajó a Cuba en 1968. Se incorporó a la organización guerrillera Fuerzas Armadas Peronistas y a mediados de 1970 integró su dirección. Junto con Jorge Caffatti configuró un sector interno denominado “Alternativa Independiente" opuesto a la candidatura por el peronismo de Héctor J. Cámpora, lo que motivó una escisión, Villaflor quedó con las "FAP Comando Nacional", que propiciaba la continuación de la acción armada y se distanciaron de Perón. A raíz de la represión debió suspender la actividad política y el 4 de agosto de 1979 fue detenido y, se presume, muerto cuatro días después.

## Antecedentes familiares
Era el mayor de los cuatro hijos de Aníbal Clemente Villaflor y Josefina Gómez, uno de sus bisabuelos había combatido en la Guerra del Paraguay y uno de sus abuelos había sido cuarteador en el barrio de Barracas. Su padre había trabajado como aprendiz de panadero, actividad cuyo sindicato estaba en aquel momento volcado al anarquismo y, más adelante, como obrero portuario afiliado a la Federación Obrera Regional Argentina, central obrera de ideología anarquista, recibiendo así una formación política con tal signo. Su madre alternaba el trabajo como empleada doméstica en casas particulares con el que realizaba en distintas fábricas.
Cuando se produjo el golpe de Estado del 4 de junio de 1943 el padre estaba trabajando en la empresa Lanera Argentina, y allí organizó su sindicato además de participar en el Comité de Unidad Sindical de Avellaneda integrado por obreros de grandes empresas de la zona (frigoríficos, jaboneros, laneros, metalúrgicos e industria del vidrio); este Comité declaró el 16 de octubre de 1945 la huelga general que incluía, entre otros reclamos, el de la liberación de todos los presos políticos. Como consecuencia de tal huelga y de la movilización popular del 17 de octubre el entonces coronel Juan Domingo Perón pasó de estar preso a obtener influencia decisiva en el gobierno del dictador Edelmiro J. Farrell y Aníbal Villaflor se hizo conocido dentro de la corriente política triunfante.
Después que el Partido Peronista triunfó en las elecciones del 24 de febrero de 1946, Aníbal Villaflor fue nombrado en agosto de ese año comisionado municipal por el gobernador de la Provincia de Buenos Aires Domingo Mercante pero al cabo de 10 meses fue exonerado por apoyar una huelga de empleados municipales y hasta 1955 ocupó cargos políticos menores mientras también trabajaba en el puerto.

## Actividad sindical y política

### Primeros años
Raimundo Villaflor estudió en la Escuela Técnica Ángel Gallardo pero no llegó a graduarse; se casó con Alicia Sánchez, con la que tuvo una hija, y concordaba ideológicamente con su padre. Trabajó como aprendiz en un taller desde los 14 años y dos años después ingresó a la fábrica de vagones y puentes grúas Baselet Ltda. En 1955, siendo ya oficial ajustador, la intervención militar en la Unión Obrera Metalúrgica que había sido dispuesta por el gobierno que siguió al derrocamiento de Perón lo nombró delegado general de los trabajadores de esa empresa. A poco, Villaflor promovió una huelga en demanda del pago de salarios atrasados y participó en los meses de noviembre y diciembre de 1956 de una huelga general del gremio que se prolongó durante 45 días, con numerosos despidos, ocupaciones de fábricas y detenciones de militantes; por ser integrante del Comité de huelga de Avellaneda fue buscado por la policía pero logra ocultarse. Al normalizarse las tareas vuelve a la fábrica pero fue detenido por la policía durante dos semanas.
A partir de entonces subsistió realizando trabajos informales en tanto dentro de la Unión Obrera Metalúrgica se afianzaba el poder del dirigente Augusto Timoteo Vandor que iba desplazando a las comisiones gremiales internas que propiciaban políticas más agresivas, especialmente a partir del fracaso de la huelga del gremio de agosto de 1959. Villaflor obtiene trabajo en la empresa Royal Dutch Shell pero en 1961 fue despedido tras un conflicto gremial. En la primera década de 1960 integró un pequeño grupo político con actuación en Avellaneda y en zona sur del conurbano de Buenos Aires conducido por el sindicalista Domingo Blajaquis, un antiguo militante comunista que había migrado al peronismo; el grupo, entre los que estaban su hermano Rolando Villaflor, Francisco Alonso, Francisco Granato y Juan Zalazar, se oponía a la política negociadora de Vandor y propiciaba otra de carácter confrontativo con los empresarios y el gobierno.

### Vínculo con Acción Revolucionaria Peronista
La posición política de Villaflor va evolucionando hacia una radicalización y una adhesión a la lucha armada como medio de obtener sus objetivos. Por esa época se vinculó con la agrupación Acción Revolucionaria Peronista (ARP) orientada por John William Cooke y Alicia Eguren y añadió elementos marxistas a su formación política. En enero de 1966 las 62 Organizaciones, el agrupamiento que constituía una herramienta del Partido Peronista en el campo sindical se dividió en el marco del enfrentamiento entre Perón y Vandor y Villaflor adhirió a las llamadas 62 de Pie Junto a Perón que levantaban la bandera de un sindicalismo antiburocrático. La noche del 13 de mayo de 1966 un grupo de estos militantes coincidió casualmente en la Pizzería La Real de Avellaneda con otro entre los que estaba Vandor y se enfrentaron a balazos; además de varios heridos, murieron Zalazar, Blajaquis y Rosendo García, el Secretario general de la UOM de Avellaneda que estaba en la mesa con Vandor. El episodio, cuya investigación por Rodolfo Walsh fue publicada en el libro ¿Quién mató a Rosendo?, sirvió para el afianzamiento de Vandor dentro del sindicalismo y Villaflor fue despedido de su trabajo como mecánico en la fábrica Conen y el juez lo procesó en febrero de 1968 como autor de triple homicidio en riña pero la causa quedó paralizada.
Villaflor viajó en forma clandestina a Cuba en representación de la ARP en la reunión de agosto de 1968 en la que dirigentes del peronismo comienzan a configurar la llamada Tendencia Revolucionaria. A fines de ese año viajó a Córdoba con otros miembros del ARP como Alicia Eguren y Bruno Cambareri para llevar la adhesión de esa agrupación a las Fuerzas Armadas Peronistas, una organización guerrillera argentina creada en 1968 bajo el liderazgo de Envar Cacho El Kadri que había aparecido el 17 de septiembre de aquel año con una fracasada acción armada realizada en Taco Ralo, Tucumán, que consideraba al peronismo en su conjunto como un movimiento antiimperialista. A mediados de 1970 Villaflor se incorporó a la dirección de la organización.

### Alternativa Independiente
Con la llegada del general Agustín Lanusse a la presidencia de la nación y la perspectiva de una salida electoral, se produjo una polémica en el interior de las FAP ya que un sector consideraba revolucionario al movimiento peronista y a Perón como el único capaz de diseñar su estrategia en tanto que otro, liderado por Villaflor y Jorge Caffatti denominada “Alternativa Independiente de la clase obrera y el pueblo peronista” (AI) se postulaba como herramienta política propia de los trabajadores poniendo el acento en la lucha de resistencia y distanciándose de los “burócratas y traidores”. Al triunfar este sector se impuso un proceso interno de “homogeneización política ideológica compulsiva” que llevó a la organización al aislamiento y la parálisis política por lo que las FAP intentaron una coordinación con Montoneros y las FAR, tarea dificultada por la muerte de Carlos Olmedo. En 1973, ya próximas las elecciones, Villaflor fue una de las principales figuras del sector de las FAP conocido como “Comando Nacional” con apoyos en la ciudad de Buenos Aires, La Plata, Córdoba, Tucumán, Chaco, Corrientes y Mar del Plata, que sostuvieron la continuidad de la lucha armada y rechazaron la opción de influir “desde adentro” del movimiento peronista que apoyaba el sector FAP Regional Buenos Aires que orientaba Amanda Peralta en una línea más afín a la de Montoneros. De cara a las elecciones del 11 de marzo de 1973 Villaflor y su sector se oponen a la candidatura por el peronismo de Héctor J. Cámpora en un gesto solo compartido en el Peronismo de Base por Gustavo Rearte y Bernardo Alberte. Grupos encuadrados en las FAP Comando Nacional se adjudicaron los asesinatos de Dirk Kloosterman, dirigente de SMATA realizado 3 días antes de que asumiera el nuevo presidente y del dirigente sindical de la construcción Marcelino Mansilla, del 27 de agosto de 1973.

### Distanciamiento del gobierno de Perón
Estos asesinatos fueron rechazados por Envar El Kadri y lo movieron a formar una nueva agrupación denominada FAP 17 de octubre. Las FAP Comando Nacional promovieron el II Congreso Nacional del Peronismo de Base que se realizó en La Falda, provincia de Córdoba los días 20 y 21 de octubre de 1973, cuando hacía ya un mes que Perón había asumido la presidencia de nación, bajo el lema “Hacia la construcción de la Organización Nacional”;  en el Congreso convergieron los sectores opuestos a la orientación que había tomado el gobierno, disconformes con el Pacto Social y partidarios de una alternativa clasista del peronismo y contaban con la adhesión de figuras como Bernardo Alberte y Rodolfo Ortega Peña. Las FAP priorizaron a partir de entonces su desarrollo en diversos gremios –gráficos, navales de zona norte, textiles, telefónicos- y Peronismo de Base participó  entre 1974 y 1975 con una prédica obrerista y alternativista en conflictos laborales de las empresas Bagley, Citroën, La Hidrófila, Peugeot, Propulsora, entre otros. Villaflor participó en el periódico Con Todo (2° época) que se presentaba como vocero del Peronismo de Base y el distanciamiento con el gobierno tuvo una nueva demostración cuando impulsó para el 1° de mayo de 1974 la realización de un acto alternativo del convocado por Perón en la Plaza de Mayo. Las conversaciones sostenidas a partir de mediados de 1974 tendientes a crear un agrupamiento político único que abarcara al FAP-Peronismo de Base y a otros sectores que llevaban a cabo Villaflor, Jorge Di Pascuale, Eduardo Luis Duhalde y el diputado Ortega Peña se cortaron cuando el 31 de julio de ese año este último fue asesinado por la Triple A.

### Golpe de Estado de 1976 y desaparición
Sin una estructura suficiente para afrontar la represión posterior al golpe militar del 24 d marzo de 1976, las FAP vieron menguadas sus filas y Villaflor instaló junto con Enrique Ardeti un local de reparación de artículos eléctricos cerca de la estación de ferrocarril de Florencio Varela y a mediados de 1978 decide junto con otros compañeros suspender la actividad política hasta que cambie la situación. El 4 de agosto de 1979, luego de varias detenciones de militantes, Villaflor fue secuestrado junto a su compañera, Elsa Martínez Garreiro, y fueron trasladados al centro clandestino de detención que funcionaba en la Escuela de Mecánica de la Armada, donde ya estaban su hermana Josefina Villaflor por entonces asesora gremial de la Federación Gráfica Bonaerense y su compañero José Luis Hazan, quienes habían sido secuestrados el día anterior. Este grupo fue denominado por las fuerzas represivas como Grupo Villaflor. Según el testimonio de Victor Basterra, entre otros/as testigos, fue asesinado cuatro días después mientras lo torturaban. El responsable de ese asesinato habría sido el represor Víctor Roberto Olivera, alias Lindoro.

## Grupo Villaflor
Esta denominación le fue dada por las fuerzas represivas de la última dictadura cívico militar de Argentina a integrantes de la familia Villaflor y a otros militantes, amigos y compañeros de los amigos cercanos a la familia. Durante la investigación judicial en la causa ESMA III se efectuó la reconstrucción de los secuestros y las detenciones ilegales de Raimundo Villaflor, Josefina Villaflor y demás integrantes del grupo Villaflor y se plantearon hipótesis acerca del destino de los cuerpos de las víctimas. Los fiscales señalaron que “El apellido Villaflor ya resonaba en el ámbito social y político mucho antes de que trascendiera el nombre de Azucena, a raíz de la infiltración del Grupo de Tareas en la (iglesia de la) Santa Cruz”.
En el grupo los fiscales incluyen también a Juan Carlos Anzorena, Pablo Lepiscopo, Hugo Alberto Palmeiro,  Juan Carlos José Chiaravalle, Fernando Rubén Brodsky, Enrique Néstor Ardeti.
- Chiaravalle, apodado "Tomas, el Viejo", nació el 17 de agosto de 1927 y fue secuestrado desaparecido el 14 de agosto de 1979, de su domicilio de Pasaje Líbano 320, Villa Martelli, Vicente López, Buenos Aires;[5]
- Brodsky "Nando, docente en Jardín de Infantes y estudiante universitario, fue secuestrado desaparecido el 14 de agosto de 1979 de su domicilio de Pasaje Líbano 320 de Villa Martelli, Vicente López, Buenos Aires, junto a Chiaravalle;[6]
- Ardeti "Ramón", nació el 25 de octubre de 1934, era electricista, con domicilio en Calle 46 N.º 27, La Plata, fue secuestrado desaparecido el 6 de agosto de 1979, del lugar de su trabajo, en Av. Vazquez 375, Florencio Varela, Buenos Aires.[7]

Excepto Raimundo que fue asesinado cuatro días después del secuestro,  todos pasaron varios meses con vida secuestrados en la ESMA.
Durante la investigación preliminar de la causa ESMA, varios sobrevivientes, entre ellos Víctor Basterra, mencionaron a Edgardo Aroldo Otero, conocido en el inframundo como “Honda”, que en 1980 había reemplazado a José Supicich en la dirección de la ESMA, como quien fue el que decidió el destino del “grupo Villaflor” (a excepción del de Raimundo Villaflor que había muerto el 7 de agosto de 1979) y de otros detenidos que desaparecieron la misma noche, entre los que se encontraba el militante montonero Hugo Alberto Palmeiro.
Según la investigación del diario "El Universal de México, Oscar Rubén Lanzón, —un capitán de navío ya retirado que se desempeñó como el último jefe del Grupo de Tareas 3.3.2—, fue el responsable de la desaparición de Elsa Barreiro de Villaflor, Josefina Villaflor, José Hassan, Fernando Brodsky, Enrique Ernesto Ardetti, Juan Carlos Anzorena, entre otros secuestrados.